# Elsa N'Guessan
Pour les articles homonymes, voir N'Guessan.
Elsa N'Guessan est une nageuse française née le 17 septembre 1984 à Poitiers.
Elle est membre de l'équipe de France aux Jeux olympiques d'été de 2004, prenant part au relais 4x200 mètres nage libre terminant dixième.
Elle est médaillée d'argent en relais 4x200 mètres nage libre aux Championnats d'Europe de natation 2004.
Elle remporte la finale du 100 mètres nage libre des Championnats de France de natation en petit bassin 2004 et la finale du relais 4x100 mètres nage libre des Championnats de France de natation 2008 et 2009.